# Creatonotos sudanicus
Creatonotos sudanicus är en fjärilsart som beskrevs av Rothschild 1933. Creatonotos sudanicus ingår i släktet Creatonotos och familjen björnspinnare. Inga underarter finns listade i Catalogue of Life.